# Giannina Facio

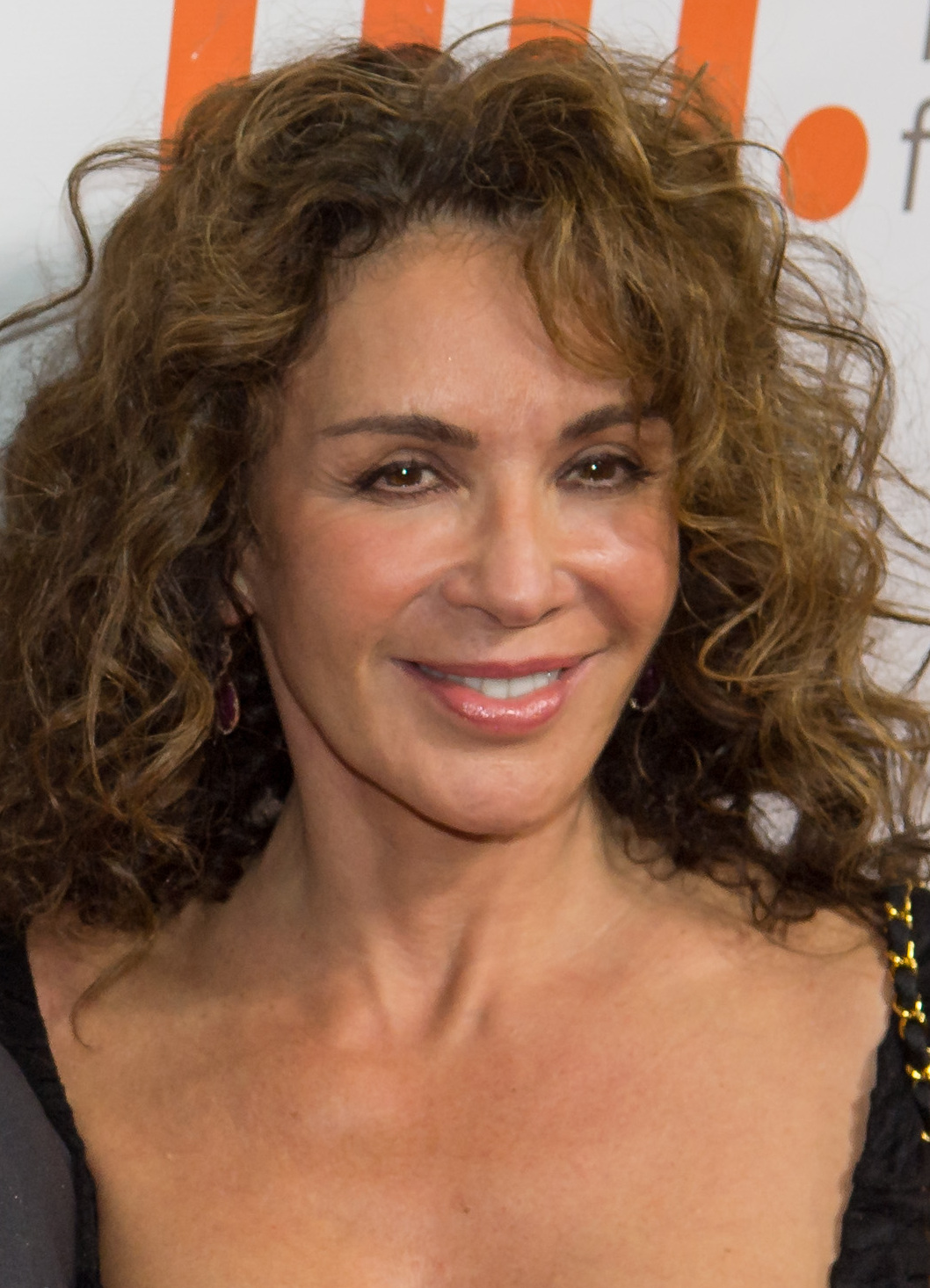
Giannina Facio in 2015

Giannina Facio (San José, 10 september 1955) is een Costa Ricaans actrice en filmproducent.
Giannina Facio is de dochter van de Costa Ricaanse diplomaat Gonzalo Facio en was voorheen een vrij onbekende filmproductiemedewerker. In 2000 maakte ze haar filmdebuut in een vrij onbekende rol in de epische sandalenfilm Gladiator. 
Sinds die tijd heeft ze een relatie met de Britse regisseur van die film, Ridley Scott, die haar sindsdien in elk van zijn films - voornamelijk kleine rollen - laat spelen. Ze was co-producent van Scotts misdaadfilm Matchstick Men (waarin Nicolas Cage de hoofdrol vertolkte).

## Filmografie (met Ridley Scott)
- 2000 - Gladiator
- 2001 - Hannibal
- 2001 - Black Hawk Down
- 2003 - Matchstick Men
- 2005 - Kingdom of Heaven
- 2006 - A Good Year
- 2008 - Body of Lies
- 2010 - Robin Hood
- 2012 - Prometheus
- 2013 - The Counselor
- 2014 - Exodus: Gods and Kings
- 2017 - All the Money in the World